# 派恩島 (佛羅里達州卡爾霍恩縣)
派恩島（英語：Pine Island）是位於美國佛羅里達州卡爾霍恩縣的一個非建制地區。該地的面積和人口皆未知。

## 地理
派恩島的座標為30°28′26″N 85°02′35″W / 30.47389°N 85.04306°W，而該地的平均海拔高度為24米（即79英尺）。